# 她與她的貓
《她與她的貓》（日语： -Their standing points-）是一部於1999年製作的日本動畫短片，完整版片長為5分鐘，由當時還是業餘創作者的新海诚獨力製作，是他第一部正式的電影作品。故事描述一名在都市裡獨居的OL，與她偶然收養的公貓一起度過的日常生活片段。新海誠親自替公貓配音，並請篠原美香擔任女子的模特兒和配音員。
新海誠在遊戲公司日本Falcom工作期間對創作作品感到興趣，於是運用所學的電腦動畫（CG）技術製作了《遙遠的世界》和《被包圍的世界》兩部不到兩分鐘的極短片。1999年初夏至初冬，他進一步在工作餘暇使用家裡的Power Mac電腦完成本片，音樂的部分由友人天門協助。新海誠認為這支短片屬於他的「私人作品」，出發點是要鼓勵他當時所愛的女性去解決她面臨的問題。
短片的CD-R銷量不俗，並獲得2000年CG動畫競賽的肯定。新海誠憑藉本片初試啼聲，吸引到CoMix Wave的注意，開啟往後的長期合作之路。後來本片也有CD-ROM發行，包含有原聲帶和三種不同片長的版本。短片之後被收錄在新海誠的下一部作品《星之聲》的DVD當中。《她與她的貓》已有改編小說、漫畫和電視動畫問世，內容和原版短片各有不同之處。

## 劇情
短片以一隻公貓的視角敘事，共分成五個段落：
- Sec.1 序（イントロダクション）
- Sec.2 她的日常（彼女の日常）
- Sec.3 他的日常（彼の日常）
- Sec.4 她的寂寞（彼女の寂しさ）
- Sec.5 她與她的貓（彼女と彼女の猫）

在某個初春的雨天，一隻公貓（聲優：新海誠）被美麗溫柔的女子「她」（聲優：篠原美香）撿回家並取名為「巧比」（チョビ）。巧比很快就喜愛上了「她」，並因此婉拒了母貓「咪咪」（ミミ）的表白。進入秋天的一晚，「她」在講完一通很長的電話後彷彿失去氣力坐倒在地，哭泣不已，巧比只能默默地陪在「她」身邊。不久冬天到了，「她」還是一早去上班，大雪中唯獨「她」搭乘的電車的聲音能傳到巧比耳裡。思及此，巧比心想：「或許她也和我一樣⋯⋯都喜歡著這個世界吧。」

## 製作人員
名單取自短片片頭和官網：
- 演出、配音、動畫：新海誠
- 音樂：天門
- 「她」配音、繪圖協力：篠原美香
- 協力：RABSARIS

## 製作過程

### 創作背景

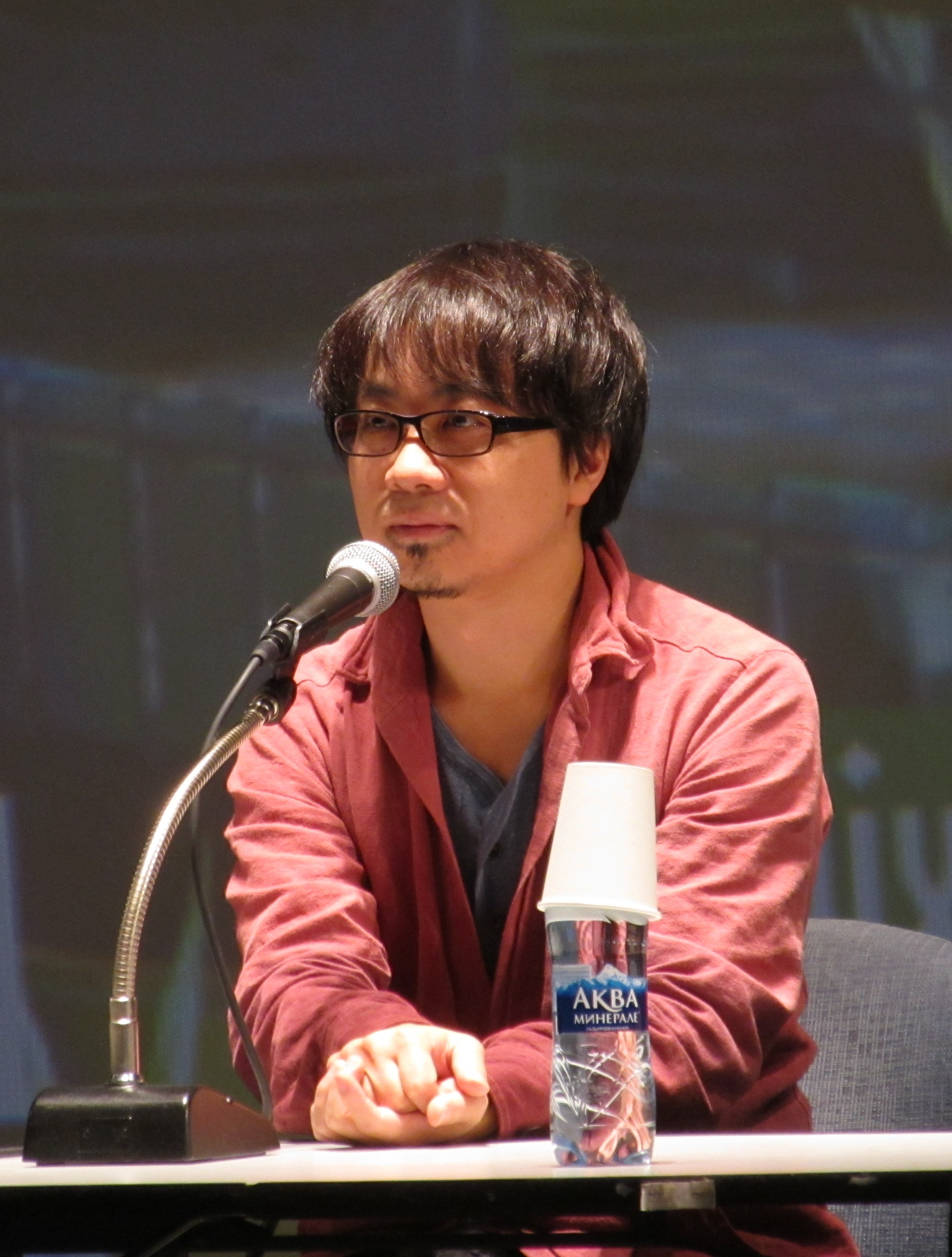
本片的導演新海誠，照片攝於2013年

出身鄉村的新海誠於1996年畢業於日本東京中央大學文學部國文學，他在就學時就已在遊戲公司日本Falcom打工，後來成為正式社員，當起了上班族，工作內容除了視覺設計外還包含產品管理等相關業務。工作期間，新海誠愈發對編寫故事以及製作影像產生興趣。1997年底，新海誠用兩週的時間獨自製作他人生中的第一部動畫——長一分半的黑白短片《遙遠的世界》（遠い世界），該短片獲得1998年eAT金澤的特別賞。製作《遙遠的世界》時新海誠還沒有平板電腦，有些動畫是手繪完成。1998年底時，他又花了一週的時間完成30秒的全3DCG短片《被包圍的世界》（囲まれた世界）。
《她與她的貓》的構想在1997年夏天就已經出現。1999年初，新海誠感覺到自己已具備將之製作成動畫所需的技術能力，這時的文本已經是經過數次推敲的結果，之後在做分鏡時又做了更細節的改動。新海誠表示，在本片的影像和聲音上，他寄託了言語無法傳達的情感，像是生活上模糊的寂寞感、些微的痛楚和少許的溫暖等。新海誠認為《她與她的貓》屬於他的「私人作品」，該短片的製作目的是要鼓勵他當時所愛的女性去解決她面臨的問題，她因爲那些問題而無法去工作，甚至辭職。不過兩人最後並沒有在一起。
新海誠當時生活的處所是附近滿是電線杆的日式小型公寓，啟發他對片中女子住處的描寫。新海誠受訪時稱：「儘管是這種雜亂難看的環境，我還是想找出周遭事物的美麗之處。（……）我想讓它們看起來細緻且美麗，藉此表達就算生活在這種環境其實也是OK的。」至於本片使用貓作為主題的原因可能和新海誠從小就與貓為伍有關，他從鄉下來到東京後也收養了好幾隻流浪貓。

### 動畫製作
1999年初夏至初冬，新海誠運用工作餘暇，一個人使用家裡的Power Mac電腦完成本片，全片大約有70個至80個鏡頭（カット）。以當時的技術來說要製作彩色動畫還很困難，為了減少製作所需時間和對機器造成的負擔，整部短片都是黑白的单色画。新海誠表示，如果是彩色的話會用掉三倍的儲存空間，整個過程也會慢三倍；他當時還得顧好工作，所以必須盡量簡化作業。短片的內容以手繪為主，新海誠也有使用3D軟體作為輔助，並透過Adobe After Effects進行影像合成。新海誠拍攝了都市風景和街道的照片，作為手繪背景的基底。短片中的「她」是以一名叫篠原美香的中學女校護為模特兒繪畫而成，也有一部分是參照弟弟。篠原也幫女子錄製了配音，到下一部作品《星之聲》時，她已經是新海誠的女友。對於本片的製作，新海誠表示：「我讓動畫無需多加解釋即能體會，沒有過分的渴切。我對它的那份簡單相當滿意。」
片頭出現的電話機是以3D繪圖軟體Shade建模後進行修飾。對於「她」的房間的畫面，新海誠稱只是將自己面前的牆壁景象的模糊圖片水平滑動而已。製作下雨片段中地板上濺起的水花時，新海誠先用After Effects做出一張作為基礎的圖，接著複製並排列好，連在一起輸出成一段動畫，再透過Photoshop的功能對這段動畫進行變形處理，最後用After Effects執行合成。「她」與巧比初相遇的場景中，新海誠用Adobe Illustrator鄭重其事地畫出巧比待的紙箱上的文字和圖案。短片中雲的移動和太陽是拜After Effects所賜完成的。
「她」與巧比的日常片段中出現的寶特瓶以作畫時正好在喝的蔬菜飲料「充實蔬菜」為參考對象，而地板上的其中一本雜誌《TV solution》則取樣自《TV Station》。片中出現的天氣預報畫面中，日本群島那張圖以Shade製作，動畫呈現以Lightwave製作，另外新海誠也用了After Effects來添加電視螢幕會有的橫紋。接下來「她」綁頭髮的部分因為作畫技巧不足，所以他請篠原當模特兒。「她」走出門的部分新海誠也有製成動畫，不過因為畫面只有一瞬間又模糊，所以他畫得很隨意。
短片中出現的高架鐵路取材自埼京線的一景。劇情進入冬天後，雪中的信號燈那一幕是新海誠最喜歡的部分，他使用Lightwave的粒子系统來呈現雪飄落的樣子，再用After Effects合成。「她」換裝的橋段裡，新海誠幫鏡子映照出的景象做了短短的動畫（只有5幀）。「她」換好裝出門前摸了巧比的頭，這個畫面只是靜止畫，出現不到一秒。「她」坐上的電車也是以埼京線為藍本，車門關上的動畫是以After Effects製作，背景中的雪則一樣是用Lightwave。

### 音樂
本片的配樂由天門負責。天門是比新海誠早好幾年（1990年）進入日本Falcom的前輩，兩人曾在某款遊戲的片頭曲合作，新海誠製作動畫，天門負責配樂。那次經驗相當愉快，新海誠於是開始找天門來協助他的作品。根據天門的說法，他是在看過《遙遠的世界》之後決定要幫新海誠的自製作品配樂。兩人首次合作的作品為《被包圍的世界》。對於《她與她的貓》的配樂，天門表示：「雖然只有用兩首鋼琴曲，但和《被包圍的世界》完全不一樣。將音樂加入詩意且靜謐的動畫讓我很緊張。」

## 發表與迴響
2000年3月，短片贏得埼玉縣主辦的「SKIP CREATIVE HUMAN大獎」（SKIPクリエイティブヒューマン大賞）。短片也是PROJECT TEAM DoGA主辦的第12屆CG動畫競賽大獎賽的得獎作品，新海誠在2000年4月23日出席了DoGA的東京上映會。短片也於2000年7月22日至8月25日間在東京世田谷區下北澤一家有47個座位、專門上映短片的小電影院下北澤Tollywood放映。
新海誠在網路上放了宣傳影片，並將短片燒錄成CD-R，開放個人網站郵購及透過Comic Market和M3購買。CD-R除了短片本身外，也收錄原聲帶和一些製作過程的介紹內容。新海誠在2000年11月表示CD-R完售，一共售出5000張，對他來說是相當大的數字。再版的「她與她的貓 MOVIES AND SOUNDTRACK」於同年12月在冬季Comic Market上販售，內含下一部作品《星之聲》的預告。有一間製作公司Mangazoo注意到《她與她的貓》，於是寄了一封很長的郵件與新海誠接洽，新海誠和對方會面過後同意進入公司工作，製作人萩原嘉博提供他協助。2001年4月，Mangazoo協助發行CD-ROM，內容更為豪華。2001年11月，「她與她的貓 MOVIES AND SOUNDTRACK」再次開放購買，收錄有原聲帶和三種不同版本的短片：完整版（4分50秒）、3分鐘版和濃縮版（1分40秒），並包含一本解說手冊和《星之聲》的兩支預告。
短片獲得不錯的評價。《日本動畫》（Anime）一書的作者柯林·奧德爾（Colin Odell）與蜜雪兒·勒布朗（Michelle Le Blanc）形容本片「簡單、輕描淡寫且帶有一點感傷」。Mania.com的編者克里斯·貝弗里奇（Chris Beveridge）觀看《星之聲》DVD收錄的三個版本後，在評論中寫道：「每一個（版本）看起來都太美了，這則故事簡直美到難以忘懷」。動畫新聞網的安妮·勞倫蘿絲（Anne Lauenroth）稱讚本片的光線運用賦予場景「穠纖合度的美」，「精心設置的細節」則傳達出片中介紹不多的世界的全貌。
後來，短片被收錄在《星之聲》的DVD和UMD-VIDEO當中，作為特別收錄。2006年8月18日，當時即將上映的新海誠新作《秒速5公分》之官網開放下載《她與她的貓》完整版。

## 海外發行
在美國，《她與她的貓》僅有透過ADV Films在2003年6月代理的《星之聲》DVD引進，當中收錄有三個不同片長的版本並附上字幕。2018年，英國的代理公司Anime Limited將本片收錄在《星之聲》和《雲之彼端，約定的地方》的組合套裝中，作為特別收錄之一。在台灣，短片收錄在普威爾國際代理、於2003年8月25日發行的《星之聲》DVD當中。2011年11月18日發售的《秒速5公分》國際版藍光光碟收錄有本片的5分鐘版。

## 改編小說
小說版由永川成基執筆，封面插圖由新海誠繪製。永川本人曾養過三隻貓。小說版分成四個章節：「話語之海」（ことばの海）、「初始之花」（はじまりの花）、「午睡與天空」（まどろみと空）、「世界的體溫」（せかいの体温）。各個章節的角色互相有或多或少的交集。
| 卷數 | KANZEN        | KANZEN              | 尖端出版      | 尖端出版            | 上海譯文出版社 | 上海譯文出版社     |
| 卷數 | 發售日期      | ISBN                | 發售日期      | ISBN                | 發售日期       | ISBN               |
| ---- | ------------- | ------------------- | ------------- | ------------------- | -------------- | ------------------ |
| 全   | 2013年5月30日 | ISBN 978-4862551825 | 2015年7月22日 | ISBN 978-9571060736 | 2014年6月      | ISBN 9787532766307 |

### 劇情概要
在藝術學校教書的女子美優有一隻收養來的貓「小不點」，小不點很喜歡美優，並因此婉拒了母貓「咪咪」的求婚。然而美優無法和男友確定關係，結果和閨蜜鬧翻，同時失去好友和戀人的她傷心不已。雖然如此，一段時間後美優的生活依然正常運轉。美優教書的藝術學校有一名女學生麗奈，咪咪經常造訪她家。麗奈雖然是藝術天才，但不受到美術大學的評審青睞，最後受挫導致心灰意冷不再畫畫。咪咪後來生下一窩小貓，由麗奈養在家裡。咪咪因此正式成為麗奈的貓。
咪咪生下的其中一隻小貓由女漫畫家葵的母親收養。葵原本和兒時好友一起畫漫畫，但兩人鬧翻隔天好友就因心臟問題驟逝，葵因而自責到不肯出房門。葵的母親將小貓給葵養，葵將她取名為餅乾。雖然有餅乾的陪伴，葵還是沒能走出來，直到咪咪為了探望母親而擅自離家，葵為了去找咪咪才鼓起勇氣衝出去走出房間，心中的疙瘩終於消失。另一方面，小不點的朋友老狗約翰自知命不久矣，所以將飼養自己的志乃女士託付給好友黑貓「黑仔」，希望黑仔在志乃身旁照顧她。一天志乃的姪子亮太走投無路來投靠他，但亮太的父親卻找上門要強行帶人，黑仔於是協助抵禦對方的威脅。冬天的某日，黑仔和小不點發覺死去的約翰在呼喚，於是跑出來。小不點的主人美優和亮太分別追了上來，並邂逅了彼此。
故事的尾聲，美優和亮太兩人之後多次碰面，關係逐漸親近。麗奈重拾畫筆後成功進了理想的美術大學，葵和麗奈成為好友，並連載著以貓咪為主角的四格漫畫。最後一幕，小不點和美優待在房間，雙方的心連接在一起。

## 電視動畫
| 導演                | 坂本一也               |
| 原作                | 新海誠                 |
| 劇本                | 永川成基               |
| 人物設定 總作畫監督 | 海島千本               |
| 美術監督            | 田中孝典               |
| 剪輯                |                        |
| 音響監督            | 鶴岡陽太               |
| 音響製作            | 樂音舍                 |
| 音樂製作            | Lantis                 |
| 動畫製作            | LIDENFILMS京都工作室   |
| 製作                | 她與她的貓EF製作委員會 |

改編電視動畫《她與她的貓 -Everything Flows-》（彼女と彼女の猫 -Everything Flows-）於2016年3月4日透過TOKYO MX和BS11首播，至3月25日播畢，全4話。動畫由LIDENFILMS京都工作室製作，小說版作者永川成基執筆劇本，每一話的長度約為8分鐘，在電視上播出的節目時長為12分鐘。2016年5月21日至27日，加長後的「完全版」在原短片當初上映的小電影院下北澤Tollywood放映。動畫版和原短片有相當大的差異，無論是故事、登場角色、設計還是作畫都有所不同。

### 劇情概要
在某一年的夏天，初出社會的美優（聲優：花澤香菜）因為室友友香（聲優：矢作紗友里）搬了出去，而開始了與從小陪伴的老寵物貓達爾（聲優：淺沼晉太郎）的同居生活。然而美優投出去的履歷沒有被錄取，而且她又變回獨居這點也引發母親（聲優：平松晶子）的擔憂。可是美優一點也不想回家，也抗拒母親的關切，背後的原因是希望從小獨立扶養她長大的母親能和再婚對象在一起，追求自己的幸福，但母親似乎不了解她的心意。
天氣漸漸轉涼，美優的狀況越來越差，達爾的身體也逐漸衰老，沒辦法直接為她做什麼了。達爾動了電話，打給美優的母親隨即掛斷，讓母親以為美優出事而趕來。美優與母親實際見面後，母親看到她沒事就放心了，兩人談笑甚歡，過去在電話中的緊繃情緒不復存在，美優也約好會回家看看。達爾看著兩人重修舊好，於是安詳地在美優的懷抱中辭世。達爾去世後美優傷心了好一陣子，後來依稀感覺到達爾並未離去，所以振作起來，一年後已經進入公司上班。在一個春日的雨天，達爾以一隻白貓的樣貌轉生，再次與美優相遇，雖然記憶所剩無幾，但還記得她的氣息。美優將他抱起來帶著，就這樣，他再一次成了她的貓。

### 製作過程
企劃成形時，坂本一也第一個就被點名為導演。坂本曾任動畫《冰菓》和《K-ON！輕音部》的單集導演，是個相當愛貓的人，接獲通知時二話不說就答應了。坂本從頭開始重寫故事，但並不是改編原作，而是加入他自己構思的世界觀和故事。也因此坂本在首播前備感壓力，擔心將新海誠的作品打掉重練是否能為粉絲所接受。動畫版的副標題「Everything Flows」（大意為「無物不變」）是坂本和編劇討論後定出來的，目的是要和原短片區別開來。坂本表示：「因為新海先生很珍視故事的世界觀，所以我給動畫命名，以表達這個世界應該會是什麼樣子。」
團隊在畫貓的動作時費了一番功夫。除了愛貓外也養過一隻寵物貓的坂本對此表示：「我這才察覺，我並不了解牠們常做的動作，就算我早在日常中司空見慣。」相對於原版中「變形」、簡化的貓，動畫版的貓顯得毛茸茸的，因為坂本希望作品中的貓可以更逼真一點，而不單是作為一種象徵，當然自己喜歡毛茸茸的貓也是一個理由。一般日本動畫中的貓通常毛都不長、身體線條清楚，一部分原因是蓬鬆的毛髮會遮住關節，毛少的話會比較好畫動作。鑑此，團隊將貓畫成毛球其實相當冒險，製作過程中也經過反覆重畫的階段。作畫監督佐川透也稱：「要把（貓的）動作弄好真的難透了。在進行大量研究後總算搞定，讓我很高興。」動畫中出現的背景圖是用傳統的實體繪圖紙畫成，並不是數位繪圖。背景取景自大阪市的一座有著平靜氛圍的睡城塚本，坂本剛搬來大坂時就住在這個小鎮，對它很有感情。因為在動畫中的亮相，塚本也成了一個動畫迷朝聖的景點。
2016年1月出版的角川書店雜誌《Newtype》2016年2月號刊登了改編電視動畫的消息，並公布製作團隊和播出時間。2016年1月9日架設官方網站。2016年2月6日宣布音樂相關情報，片尾曲將由三人樂團Clammbon演唱，TO-MAS SOUNDSIGHT FLUORESCENT FOREST操刀片頭曲和BGM。

### 主題曲
片頭曲
作曲、編曲：伊藤真澄
電視播出版為無歌詞的30秒演奏版本。完全版加長為90秒的完整動畫片頭，由松井洋平作詞、花澤香菜演唱。
片尾曲
作詞、作曲、編曲：／主唱：Clammbon

### 各話列表
| 話數  | 日文標題 | 中文標題     | 分鏡     | 演出     | 作畫監督 | 首播日期      | 來源   |
| ----- | -------- | ------------ | -------- | -------- | -------- | ------------- | ------ |
| Sec.1 |          | 她與她的房間 | 坂本一也 | 坂本一也 | 海島千本 | 2016年3月4日  | [ 59 ] |
| Sec.2 |          | 她與她的天空 | 太田香   | 伊東優一 | 佐川遙   | 2016年3月11日 | [ 62 ] |
| Sec.3 |          | 她與她的目光 | 太田香   | 伊東優一 | 佐川遙   | 2016年3月18日 | [ 63 ] |
| Sec.4 |          | 她與他的故事 | 坂本一也 | 坂本一也 | 海島千本 | 2016年3月25日 | [ 60 ] |

### 播放平台
| 播放日期               | 播放時間           | 播放電視台 | 對象地域 | 備註                           |
| ---------------------- | ------------------ | ---------- | -------- | ------------------------------ |
| 2016年3月4日 - 3月25日 | 週五 23:00 - 23:30 | TOKYO MX   | 東京都   | 「Ultra Super Anime Time」時段 |
| 2016年3月7日 - 3月28日 | 週日 25:00 - 25:30 | BS11       | 日本全域 | 「Ultra Super Anime Time」時段 |
| 2017年4月15日          | 週六 20:00 - 20:30 | KBS京都    | 京都府   | 播出的為「完全版」             |

### 藍光／DVD
電視動畫的藍光光碟和DVD於2016年5月18日在日本發售，收錄有內容增量的「完全版」，當中包含一些新的鏡頭和加長後的90秒完整片頭。藍光光碟和DVD的首週銷量分別是1,521卷和230卷，在Oricon的分類排行榜上排名第6和第18。
| 卷數 | 發行日期      | 收錄話數     | 規格編號  | 規格編號  | 來源   |
| 卷數 | 發行日期      | 收錄話數     | 藍光版    | DVD版     | 來源   |
| ---- | ------------- | ------------ | --------- | --------- | ------ |
| 全   | 2016年5月18日 | Sec.1－Sec.4 | TBR26096D | TDV26097D | [ 75 ] |

### 原聲帶
| 標題                                | 發行日期      | 規格編號   | 收錄曲 | 來源          |
| ----------------------------------- | ------------- | ---------- | ------ | ------------- |
| 她與她的貓-Everything Flows- 原聲帶 | 2016年5月25日 | LACA-15571 | 全17曲 | [ 75 ] [ 76 ] |

### 評論
動畫新聞網的尼克·克里默（Nick Creamer）給予整體「A-」的好評，稱讚電視動畫版的結構美麗、製作精良且完成度高。他認為本作的動畫極富力量，尤其是黑貓達爾的動作相當吸睛，至於配樂雖然搭調但沒有加分效果。克里默總結道：「本作是一部非常成功的劇情向極簡主義作品。其透過零散片段帶出作為主軸的人的故事，並營造出優秀的氛圍和真實的感情。」THEM動漫評論的尼科萊塔·克里斯提納·布朗（Nicoletta Christina Browne）給予動畫版4顆星（滿分5顆）的好評，讚賞電視動畫的優良作畫和配樂，並稱當中刻畫的人貓互動深深打動了她。不過她也稱，達爾的獨白偶爾會令人感到單調。

## 改編漫畫
漫畫版由山口翼繪製，刊載於講談社出版的漫畫雜誌《月刊Afternoon》上。2016年1月發售的2016年3月號首先公布連載消息，隔月的2016年4月號開始連載，2016年5月發售的2016年7月號完結。漫畫版一共有4話：「春雨」（春の雨）、「初夏」（初めての夏）、「涼風」（涼しい風）、「冬景」（冬景色）。單行本於2016年8月23日出版，收錄有為了單行本額外繪製的特別篇「香水味」（香水の匂い）。
| 卷數 | 講談社        | 講談社              | 尖端出版     | 尖端出版            | 天闻角川      | 天闻角川               |
| 卷數 | 發售日期      | ISBN                | 發售日期     | ISBN                | 發售日期      | ISBN                   |
| ---- | ------------- | ------------------- | ------------ | ------------------- | ------------- | ---------------------- |
| 全   | 2016年8月23日 | ISBN 978-4063881721 | 2017年2月9日 | ISBN 978-9571072135 | 2021年6月预定 | ISBN 978-7-5410-9726-3 |

### 劇情概要
故事開始在一個初春的雨天，美優將一隻貓咪撿回家，取名為「巧比」。巧比深深喜歡著美優，並因此婉拒了母貓「咪咪」的求婚。然而美優正經歷社會新鮮人的艱難階段，深感自己有所不足而沮喪，令巧比頗感擔心。後來美優在工作上捅了簍子，為了彌補失誤而弄到心力交瘁。沒多久她的母親打來電話，提到和再婚有關的事，美優嘴巴上表示恭喜，掛掉電話後卻再也支持不住，伏在地上哭泣。翌日，陷入消沈的美優一早到公園獨處。巧比自知沒辦法幫她解決問題，但為了陪著她而冒雨跑了出來找她。後來友人知歌的一番話讓美優決定開始前進，到了冬天來臨時，美優繼續去上班，也向母親詢問可不可以帶巧比一起回家一趟。

### 評論
動畫新聞網的編輯蕾貝卡·西爾弗曼（Rebecca Silverman）給予整體「B+」的好評，稱讚漫畫版是一則「溫馨且有趣的故事，就算沒有養貓也會被吸引」，不過繪畫方面有待加強。她認為山口翼將貓畫得很好，但是畫出來的人物格格不入，大部分都是伸展著四肢或者坐姿很彆扭，讓人分心。

## 後續
《她與她的貓》發行後，本作負責電影配樂的天門在接下來10年期間，持續參與新海誠的電影配樂創作，雙方的合作關係維持至製作2011年發行的動畫電影《追逐繁星的孩子》為止，此後天門未再參與新海誠的電影配樂製作。本作擔任女主角配音的篠原美香在《星之聲》再度擔任配音。

## 備註
1. ↑  原文：
2. ↑  現改名為Comix Wave（日语：コミックス・ウェーブ）[11]。
3. ↑  譯者為涂祐庭
4. ↑  譯者為李友敏
5. ↑  又譯為「美羽」。幕後設定為20歲[66]。
6. ↑  幕後設定為14歲[66]，以貓來說算老。
7. ↑  此為尖端出版翻譯，東立出版社在2019年代理他的另一作品《藍色時期》時改翻譯為「山口飛翔」。
8. ↑  譯者為SCALY

### 引用作品
書籍
- Berra, John. . Intellect Books. 2012. ISBN 184150551X （英语）.
- Odell, Colin; Le Blanc, Michelle. . Oldcastle Books. 2013. ISBN 1842435884 （英语）.
- 永川成基. . 由涂祐庭翻译. 台北市: 尖端出版. 2015-07-22. ISBN 978-9571060736 （中文（臺灣））.
- 新海誠; .  . KADOKAWA. 2016-08-26. ISBN 978-4-04-895696-3 （日语）.
- 新海誠; CoMix Wave Films. . 由冯锦源翻译. 百花洲文艺出版社. 2018-01. ISBN 978-7-5500-2491-5 （中文（简体））.

## 外部連結
- 新海誠官方網站（页面存档备份，存于）（日語）
  - 舊官方網站（页面存档备份，存于）（日語）
- 《她與她的貓 -Everything Flows-》官方網站（页面存档备份，存于）（日語）
- 《她與她的貓 -Everything Flows-》公式的X（前Twitter）（日語）
- 互联网电影数据库（IMDb）上《她與她的貓》的资料（英文）
- 互联网电影数据库（IMDb）上《她与她的猫 -Everything Flows-》的资料（英文）
- 豆瓣电影上《她與她的貓》的資料 （简体中文）
- 豆瓣电影上《她与她的猫 -Everything Flows-》的資料 （简体中文）
- 她與她的貓（OVA）在動畫新聞網百科全書中的資料（英文）
- 她与她的猫 -Everything Flows-（動畫）在動畫新聞網百科全書中的資料（英文）
- 她与她的猫（漫畫）在動畫新聞網百科全書中的資料（英文）